# 金坂克子
金坂 克子（かねさか かつこ、現姓：田中、1954年3月1日 - ）は、日本の元バレーボール選手。1976年モントリオールオリンピックバレーボール女子金メダリスト。

## 来歴
千葉県大網白里市出身。習志野高校を経て、1972年に日本リーグの日立武蔵（当時）に入団。
日立武蔵では垂直跳び68cmのジャンプ力を活かしセンターとしてプレーしていたが1974年のメキシコで行われた世界選手権の直前に怪我をした松田紀子に代わって正セッターとして金メダルを獲得、松田復帰後は控えセッター、1974年に全日本メンバーに選出され、世界選手権やモントリオールオリンピックにおいて金メダルを獲得した。日本リーグでも1977年にレシーブ賞、ベスト6賞を獲得。1978年10月に東レ九鱗会所属の田中康文と結婚。
1980年代にはテレビ朝日の番組『ビートたけしのスポーツ大将』に、バレーボールコーナーの助っ人として出演、往年のプレーを披露した。

## 球歴
- 全日本代表としての主な国際大会出場歴
  - オリンピック - 1976年
  - 世界選手権 - 1974年
  - ワールドカップ - 1977年

## 受賞歴
- 1977年 - 第10回日本リーグ レシーブ賞、ベスト6

## 所属チーム
- 大網中
- 習志野高校
- 日立武蔵/日立（1972-1978年）
- ダイエー（1983-1984年）